# Tjederia namaquensis
Tjederia namaquensis là một loài côn trùng trong họ Nemopteridae thuộc bộ Neuroptera. Loài này được Mansell miêu tả năm 1977.